# Epidendrum paniculatum
Epidendrum paniculatum är en orkidéart som beskrevs av Hipólito Ruiz López och Pav.. Epidendrum paniculatum ingår i släktet Epidendrum och familjen orkidéer. Inga underarter finns listade i Catalogue of Life.

## Bildgalleri

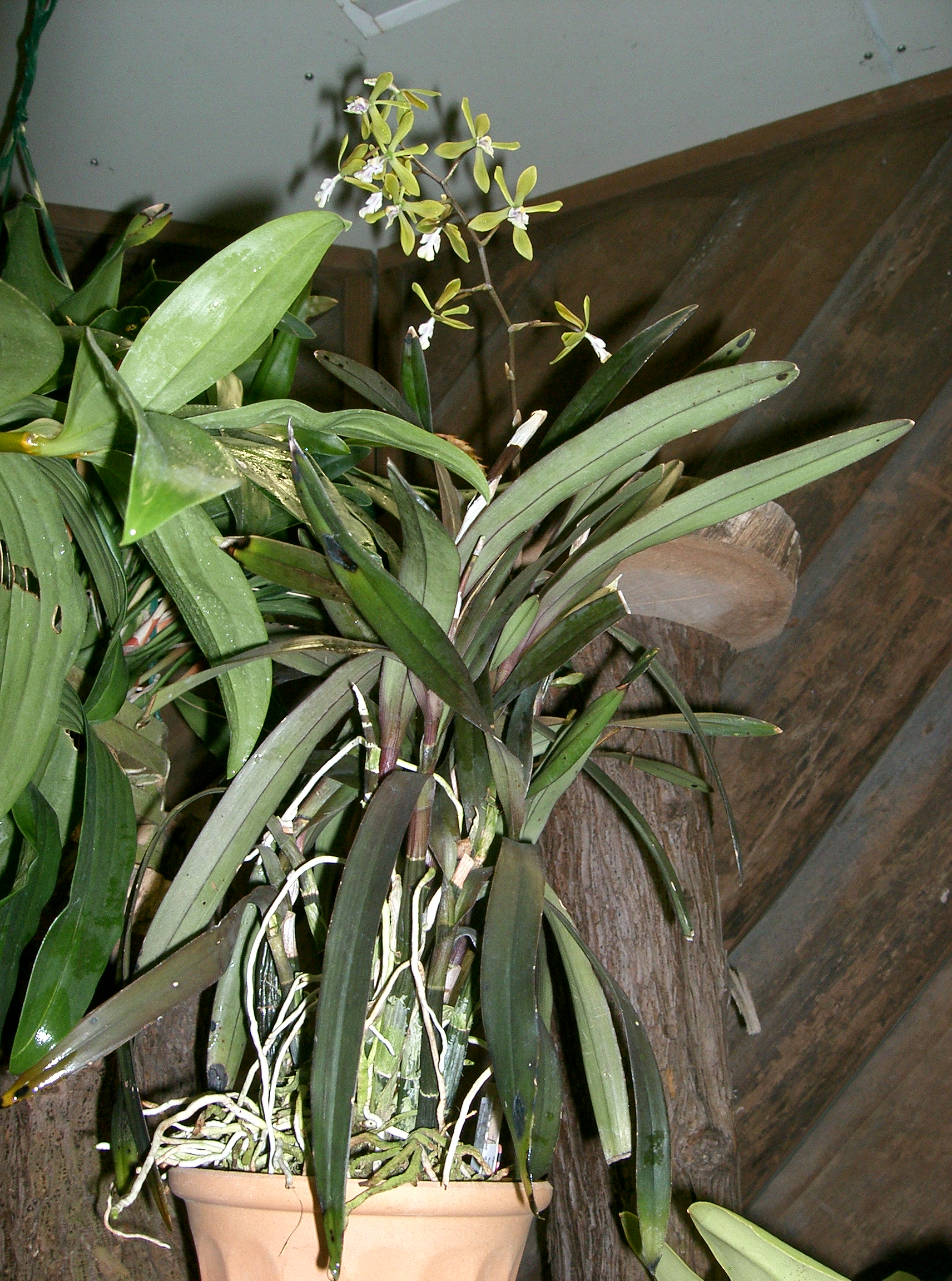
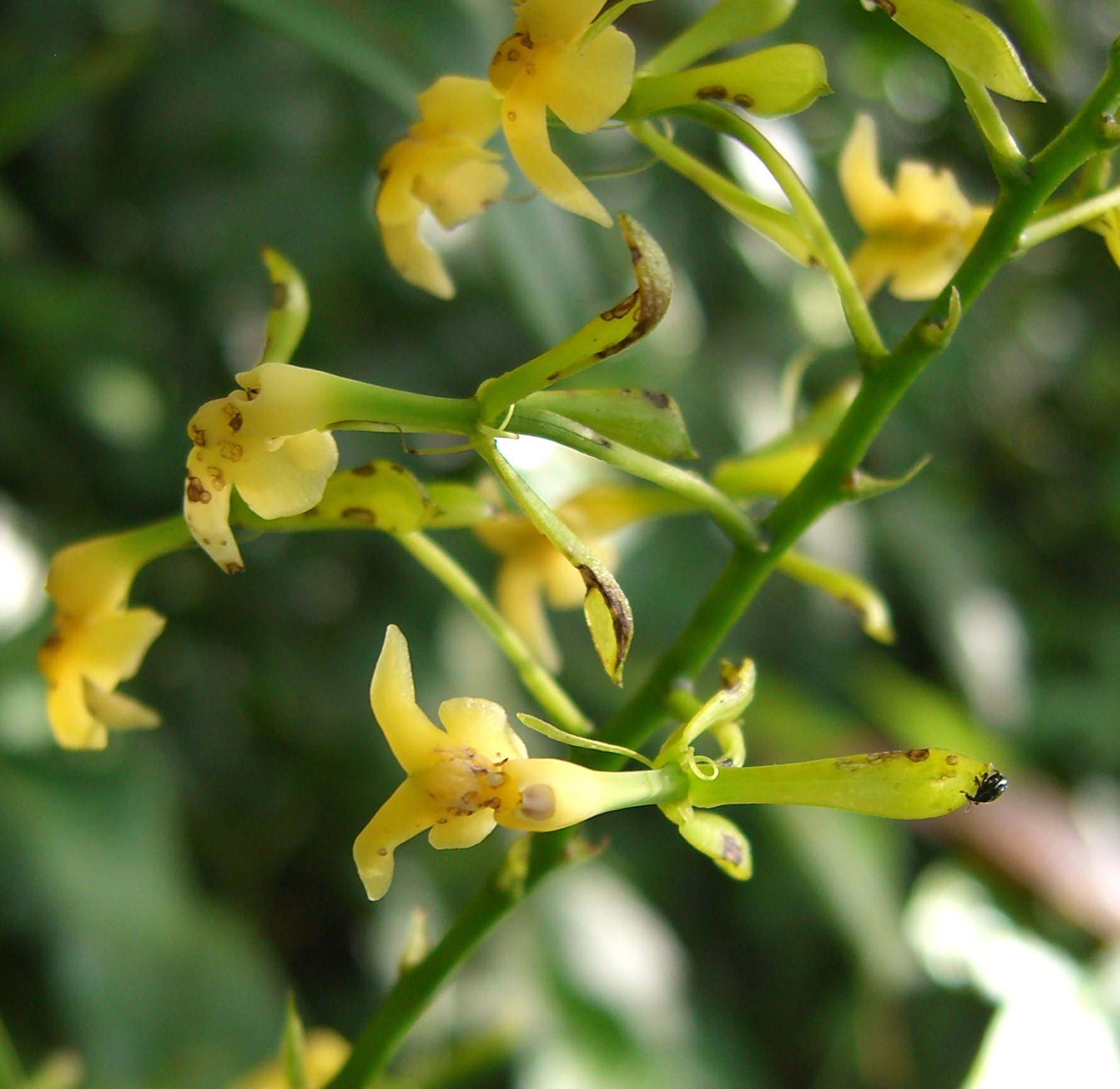
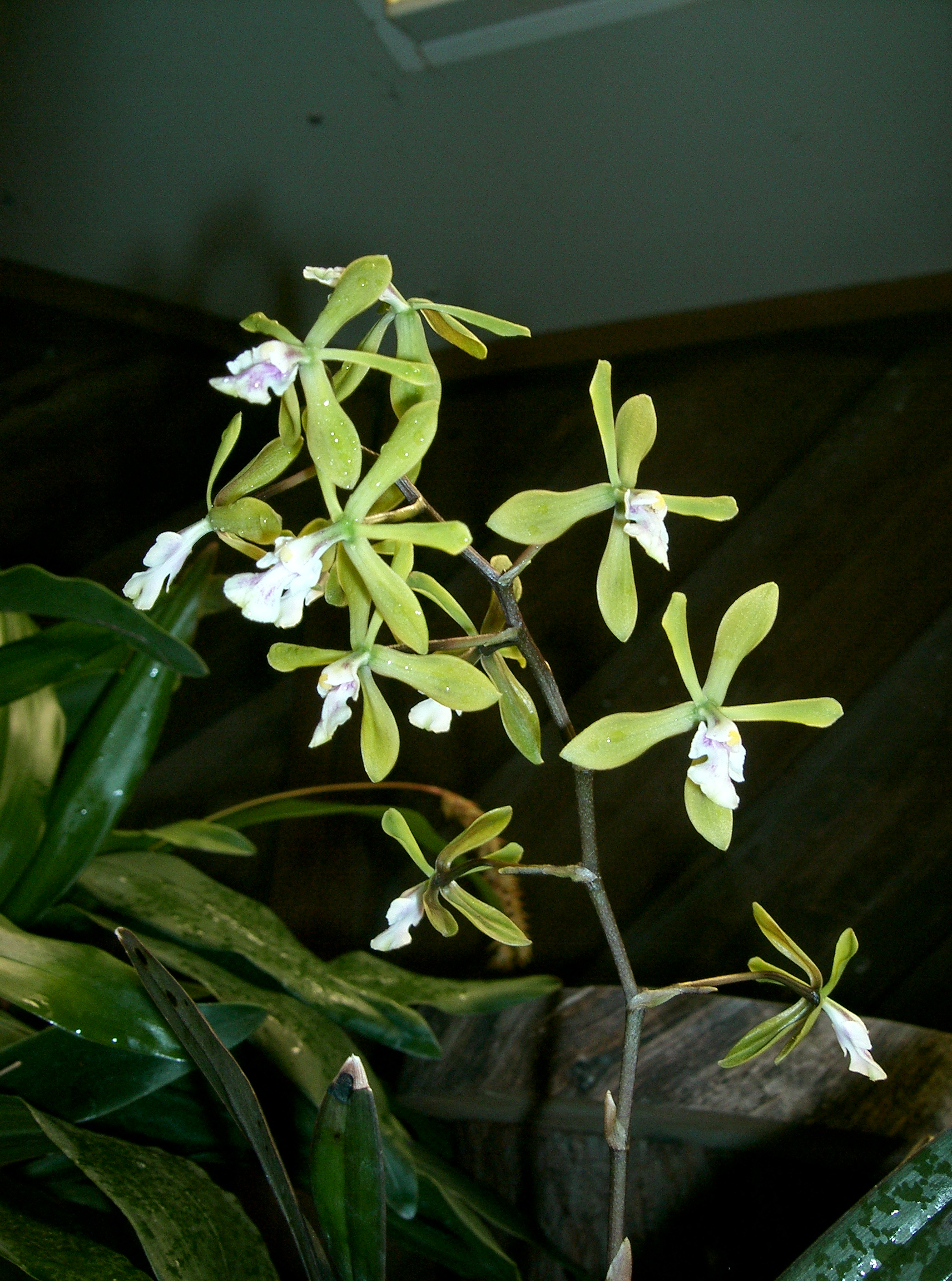
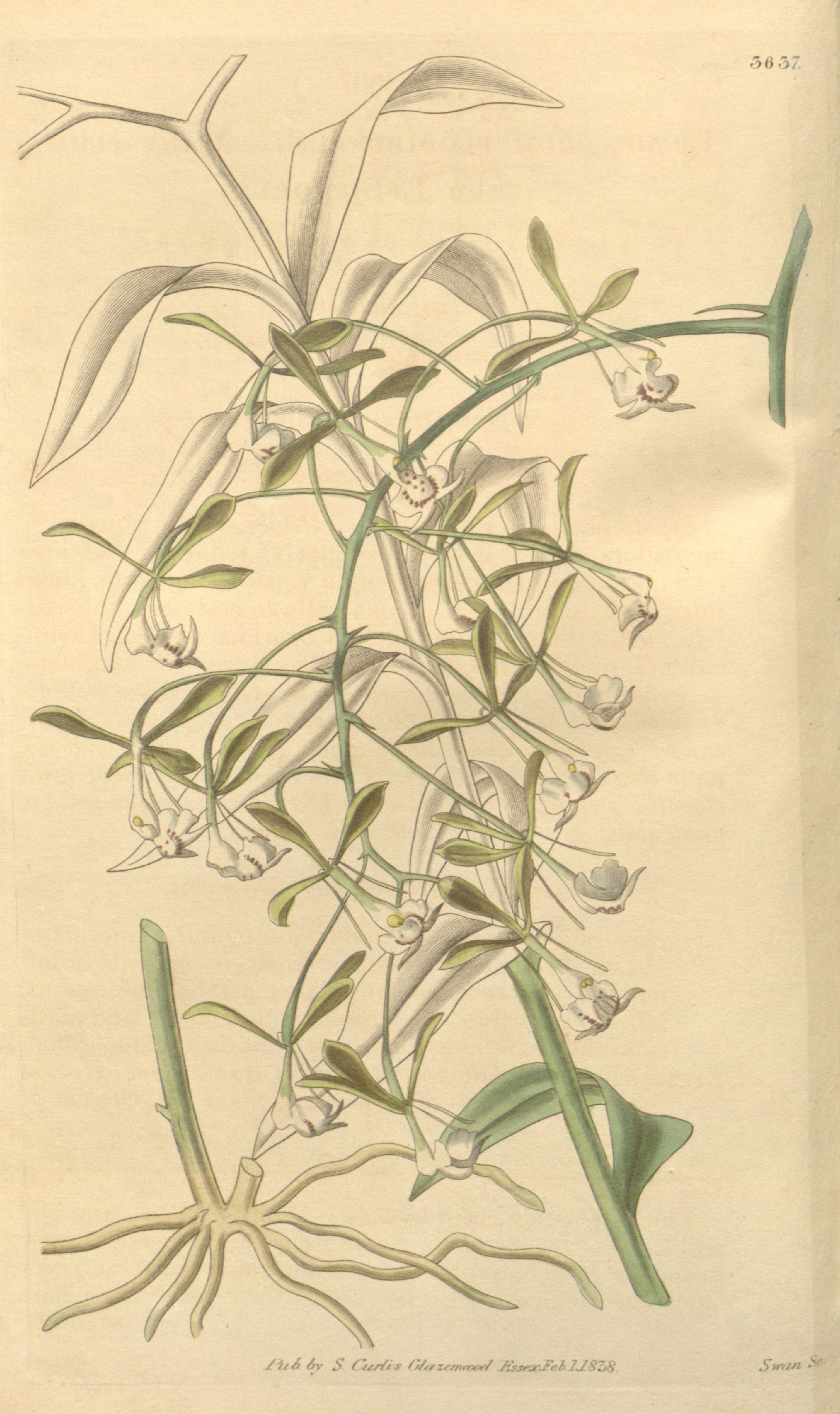
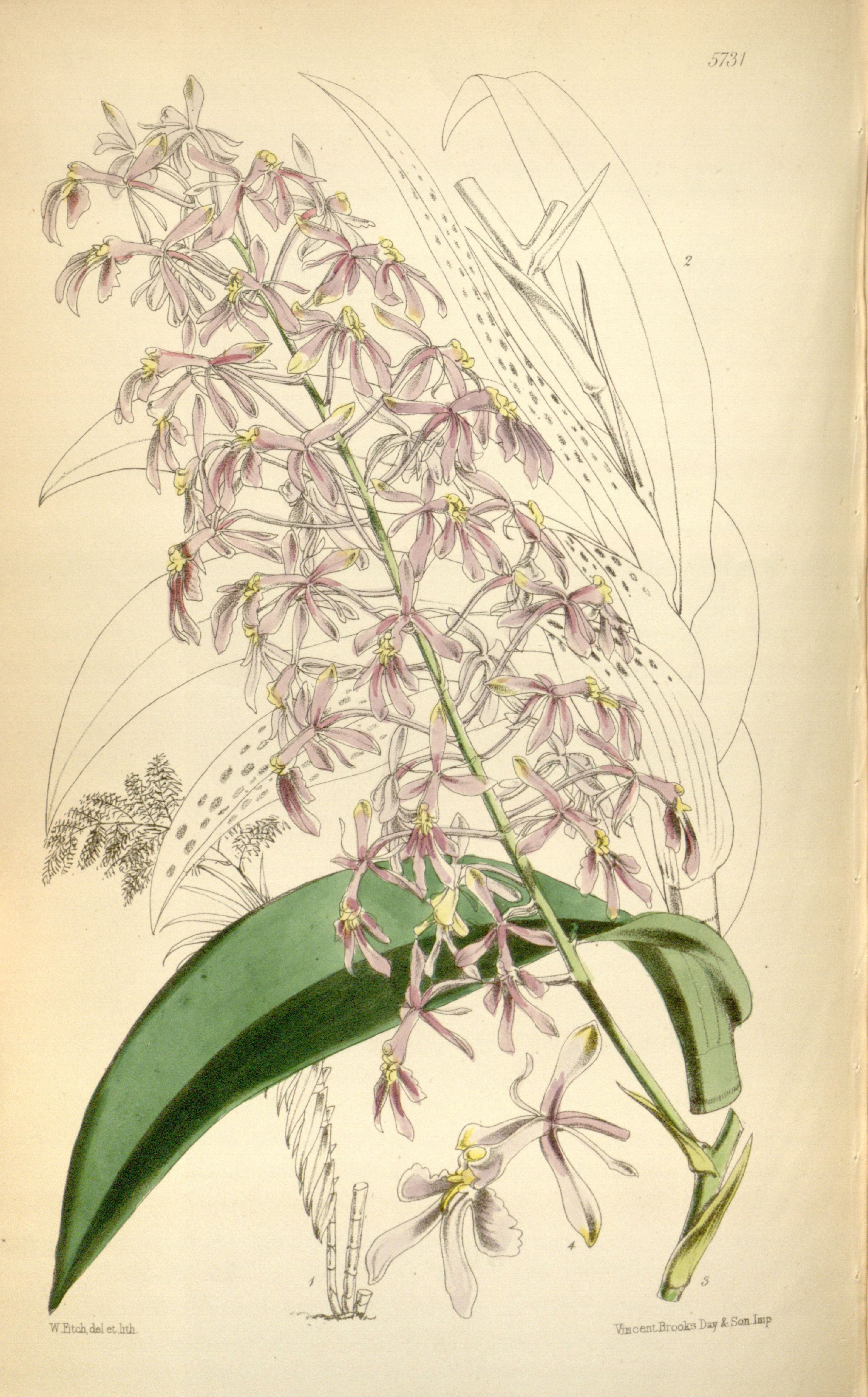